# Sergio Tischler
Sergio Tischler Visquerra. (Ciudad de Guatemala, 1954). Sociólogo e historiador guatemalteco reconocido por sus aportes en los estudios de reflexión y análisis de los procesos sociales tales como el conflicto armado interno, movimientos guerrilleros y dominación social en Guatemala, además de sus contribuciones desde la Teoría Crítica. Es coordinador del seminario Humanidades, Subjetividad y Teoría Crítica del posgrado de Sociología del Instituto de Ciencias Sociales y Humanidades Alfonso Vélez Pliego, de la Benemérita Universidad Autónoma de Puebla. 

## Biografía
Nació en la Ciudad de Guatemala en 1954. Junto a su familia se fueron exiliados a México debido a que su padre era el secretario general del Sindicado de Trabajadores de Educación durante el gobierno de Jacobo Arbénz. En 1968, su padre fue asesinado y en 1971 a su madre la meterían presa y la desaparecerían por un lapso de dos semanas. A consecuencias de las repercusiones políticas huyó a Moscú donde decidió estudiar durante seis años Historia. Regresó a Guatemala en 1978 pero la realidad social aún seguía en crisis. A pesar de que trabajo en la Universidad de San Carlos en Historia y Economía decidió irse a México ya que se vivían constantes asesinatos de catedráticos en la casa de estudios. En 1980 ingresaría a su maestría en sociología en FLACSO de México. Desde entonces, reside en México con su familia, laborando en Puebla.

## Temas investigativos
- Aportes desde la reflexión de la Teoría Crítica y el neo-marxismo a Guatemala
- Nuevas interpretaciones de la historia guatemalteca, particularmente desde la revolución liberal de 1871 hasta la actualidad.
- Análisis críticos más allá de lo social, en obras de literatura Guatemalteca.

## Aportes teóricos
- Guatemala 1944: Crisis y Revolución, es un estudio analítico de los procesos históricos de la época revolucionaria en 1944 donde se desencadenaron una serie de cambios sociales tales como la dominación y configuración del Estado en Guatemala. Este análisis plantea que las relaciones de crisis a del Estado se dieron como resultado de la vivencia social de fincas cafetaleras que pusieron en evidencia las dominaciones sociales.

- Imagen y Dialéctica. Mario Payeras y Los Interiores del una Constelación Revolucionaria, es un libro donde a partir de la revisión literaria del guatemalteco Mario Payeras, se analizan las guerrillas de Guatemala, especialmente dadas sus contradicciones tales como la instrumentalización y la consecuente tensión de la llamada soberanía y trabajo a favor de la rebeldía. Finalmente este análisis lo cuestiona frente a las actuales manifestaciones sociales sobre el poder-hacer y poder-sobre de la sociedad guatemalteca.

- Tiempo y emancipación, Mijaíl Bajtín y Walter Benjamín en la Selva Lacandona es un libro que se basa en una la conexión del pasado y el presente de las luchas revolucionarias. Para el pasado utiliza la teoría de dos marxistas, Mijaíl Bajtín y Walter Benjamín y para el presente la de los zapatistas de uno de los Caracoles. El tema central de la discusión es el tiempo y la revolución; como lograr establecer puentes entre las generaciones pasadas, por su experiencia, y las presentes como una nueva luz.

## Grupos de asociación académica
- Movimientos sociales, Facultad Latinoamericana de Ciencias Sociales México.

- Humanidades, Subjetividad y Teoría Crítica, Instituto de Ciencias Sociales y Humanidades Alfonso Vélez Pliego,  Benemérita Universidad Autónoma de Puebla, , Posgrado en Sociología.

- Red de estudios de teoría crítica, Instituto de Ciencias Sociales y Humanidades Alfonso Vélez Pliego, Benemérita Universidad Autónoma de Puebla, Posgrado en Sociología.

## Obras
- Conflicto, Violencia Y Teoría Social: Una Agenda Sociologica . Universidad Iberoamericana Golfo Centro, Departamento de Ciencias Sociales y Humanidades.

- Guatemala 1944, Crisis Y Revolución: Ocaso Y Quiebre [sic] De Una Forma Estatal. Instituto de Ciencias Sociales y Humanidades de la Benemérita Universidad Autónoma de Puebla

- Memoria, Tiempo Y Sujeto. Instituto de Ciencias Sociales y Humanidades, BUAP

- What Is to Be Done?: Leninism, Anti-Leninist Marxism and the Question of Revolution Today. Werner Bonefeld y Sergio Tischler Visquerra.
- Revolución y destotalización. Grietas Editores, 2013. ISBN 978-607-9326-07-4